# Saint-Alban-Auriolles
Saint-Alban-Auriolles település Franciaországban, Ardèche megyében. Lakosainak száma 1101 fő (2022. január 1.). Saint-Alban-Auriolles Chandolas, Grospierres, Joyeuse, Labeaume, Lablachère, Ruoms és Sampzon községekkel határos.

## Népesség
A település népessége az elmúlt években az alábbi módon változott:
| Lakosok száma | 1038 | 1068 | 1108 | 1091 | 1087 | 1084 | 1083 | 1087 | 1101 |
|               | 2013 | 2015 | 2016 | 2017 | 2018 | 2019 | 2020 | 2021 | 2022 |